# Парная баня братьев Крсмановичей
Парная баня братьев Крсмановичей (серб. Парно купатило браће Крсмановић) находится на улице Душанова д. 45а, в Белграде, на территории городского района Стари Град. Памятник культуры Белграда.
Комплекс Парной бани братьев Крсмановичей включает старый турецкий хаммам, часть с ванными и душевыми и часть с бассейном. Комплекс создавался вокруг центрального ядра турецкого хаммама с конца XIX века до середины третьего десятилетия XX века.
Хаммам впервые упоминается в этом месте на турецкой карте 1863 года под названием «Малый хаммам».
По центру находится круглый бассейн — хаммам, и малый бассейн с холодной водой полигональный в плане. Фундаменты помещения с круглым бассейном, а также каналы под бассейном являются остатками более старого сооружения — турецкого хаммама.
Здание Парной бани братьев Крсмановичей оформлено в архитектурном стиле академизм. Проектировано как одноэтажное сооружение с выступающим боковым ризалитом через два этажа, который в зоне крыши заканчивается балюстрадой. В центральной части симметрического фасада находится портал с полукруглым верхом, над которым выполнен треугольный щипец. Неглубокие лопатки с декоративно отделанными капителями разделяют окна, над которыми установлены треугольные тимпанами.